# Maxime Busi
Maxime Busi, né le 14 octobre 1999 à Liège en Belgique, est un footballeur belge qui joue au poste de défenseur au Stade de Reims.

## Biographie

### En club

#### Jeunesse et formation
D'origine italienne et né à Liège, Maxime Busi commence le football à l'âge de cinq ans avant d'être formé par le club de sa ville natale, le Standard de Liège, où il passe huit saisons dans les équipes de jeunes, évoluant jusqu'en U14 avant de rejoindre Saint-Trond. Il termine sa formation au Sporting de Charleroi.

#### Charleroi SC (2018-2020)
C'est avec Charleroi qu'il joue son premier match en professionnel, le 26 septembre 2018, à l'occasion d'une rencontre de coupe de Belgique face à l'Eendracht Alost, contre qui les Zèbres s'imposent par deux buts à zéro. Il fait sa première apparition en Jupiler Pro League le 9 février 2019, en étant titularisé contre le KV Ostende (1-1). Il devient titulaire indiscutable au poste d'arrière droit et termine troisième du championnat lors de la saison 2019-2020.

#### Parme Calcio (2020-2022)
Le 5 octobre 2020, Maxime Busi est transféré à Parme pour une somme estimée à 7,5 millions d'euros.
Il joue son premier match sous ses nouvelles couleurs le 22 novembre 2020, en entrant en jeu à la place d'Alberto Grassi face à l'AS Roma, en championnat (défaite, 3-0). À la fin de la saison, le club parmesan est relégué en Série B. D'un point de vue personnel, Maxime Busi a réussi à se faire une place au sein du noyau en étant titulaire durant pratiquement toute la saison, avec un total de 26 matchs joués toutes compétitions confondues.

#### Stade de Reims (depuis 2022)
Le 2 janvier 2022, Busi est prêté au Stade de Reims. Le 4 juin 2022, le club français décide de lever l'option d'achat du défenseur belge. En manque de temps de jeu et alors qu'il n'entre plus dans les plans de Luka Elsner, il est prêté sans option d'achat jusqu'au terme de la saison 2024-20205 au NAC Breda en première division néerlandaise.

### En sélections nationales
Maxime Busi est convoqué pour la première fois avec l'équipe de Belgique espoirs en août 2019 par le sélectionneur Johan Walem et fête sa première sélection le 10 septembre 2019 face à la Bosnie-Herzégovine. Il est titulaire lors de cette rencontre qui se solde par un partage (0-0).

## Statistiques

### En club
| Saison                | Club                  | Championnat           | Championnat | Championnat | Championnat | Coupe(s) nationale(s) | Coupe(s) nationale(s) | Coupe(s) nationale(s) | Compétition(s) continentale(s) | Compétition(s) continentale(s) | Compétition(s) continentale(s) | Compétition(s) continentale(s) | Autres compétitions | Autres compétitions | Autres compétitions | Autres compétitions | Total | Total | Total |
| Saison                | Club                  | Division              | M.          | B.          | P.d.        | M.                    | B.                    | P.d.                  | Comp.                          | M.                             | B.                             | P.d.                           | Comp.               | M.                  | B.                  | P.d.                | M.    | B.    | P.d.  |
| 2018-2019             | Charleroi SC          | Division 1A           | 4           | 0           | 0           | 1                     | 0                     | 0                     | -                              | -                              | -                              | -                              | PO2+BE              | 5+0                 | 0+0                 | 0+0                 | 10    | 0     | 0     |
| 2019-2020             | Charleroi SC          | Division 1A           | 21          | 0           | 0           | 3                     | 0                     | 0                     | -                              | -                              | -                              | -                              | -                   | -                   | -                   | -                   | 24    | 0     | 0     |
| 2020-2021             | Charleroi SC          | Division 1A           | 7           | 0           | 1           | -                     | -                     | -                     | C3                             | 2                              | 0                              | 0                              | -                   | -                   | -                   | -                   | 9     | 0     | 1     |
| Sous-total            | Sous-total            | Sous-total            | 32          | 0           | 1           | 4                     | 0                     | 0                     | -                              | 2                              | 0                              | 0                              | -                   | 5                   | 0                   | 0                   | 43    | 0     | 1     |
| 2020-2021             | Parme Calcio          | Serie A               | 24          | 0           | 1           | 2                     | 0                     | 1                     | -                              | -                              | -                              | -                              | -                   | -                   | -                   | -                   | 26    | 0     | 2     |
| 2021-2022             | Parme Calcio          | Serie B               | 6           | 0           | 0           | -                     | -                     | -                     | -                              | -                              | -                              | -                              | -                   | -                   | -                   | -                   | 6     | 0     | 0     |
| Sous-total            | Sous-total            | Sous-total            | 30          | 0           | 1           | 2                     | 0                     | 1                     | -                              | -                              | -                              | -                              | -                   | -                   | -                   | -                   | 32    | 0     | 2     |
| 2021-2022             | Stade de Reims (prêt) | Ligue 1               | 18          | 1           | 0           | 1                     | 0                     | 0                     | -                              | -                              | -                              | -                              | -                   | -                   | -                   | -                   | 19    | 1     | 0     |
| 2022-2023             | Stade de Reims        | Ligue 1               | 21          | 0           | 1           | 3                     | 0                     | 1                     | -                              | -                              | -                              | -                              | -                   | -                   | -                   | -                   | 24    | 0     | 2     |
| 2023-2024             | Stade de Reims        | Ligue 1               | 5           | 0           | 0           | 1                     | 0                     | 0                     | -                              | -                              | -                              | -                              | -                   | -                   | -                   | -                   | 6     | 0     | 0     |
| 2025-2026             | Stade de Reims        | Ligue 2               | 0           | 0           | 0           | -                     | -                     | -                     | -                              | -                              | -                              | -                              | -                   | -                   | -                   | -                   | 0     | 0     | 0     |
| Sous-total            | Sous-total            | Sous-total            | 44          | 1           | 1           | 5                     | 0                     | 1                     | -                              | -                              | -                              | -                              | -                   | -                   | -                   | -                   | 49    | 1     | 2     |
| 2024-2025             | NAC Breda (prêt)      | Eredivisie            | 13          | 0           | 0           | -                     | -                     | -                     | -                              | -                              | -                              | -                              | -                   | -                   | -                   | -                   | 13    | 0     | 0     |
| Total sur la carrière | Total sur la carrière | Total sur la carrière | 119         | 1           | 3           | 11                    | 0                     | 2                     | -                              | 2                              | 0                              | 0                              | -                   | 5                   | 0                   | 0                   | 137   | 1     | 5     |